# Eduard Böhl
Eduard Böhl (18. listopadu 1836, Hamburk – 24. ledna 1903, Vídeň) byl německý reformovaný teolog; představitel neo-kalvinismu.
V letech 1864–1899 vyučoval ve Vídni systematickou teologii. Ovlivnil řadu českých reformovaných bohoslovců a kazatelů (např. Františka Šebestu, Heřmana z Tardy, Čeňka Duška, Josefa Šáru či částečně Jana Karafiáta).
Jeho tchánem byl Hermann Friedrich Kohlbrügge.